# Harry Powlett (4e duc de Cleveland)
Harry George Powlett, 4e duc de Cleveland (19 avril 1803-21 août 1891), titré Lord Harry Vane de 1827 à 1864, qui en 1864 adopte le nom et les armes de Powlett à la place de Vane, est un propriétaire terrien anglais, diplomate et homme d'État whig. Au cours de la crise qui conduit à l'effondrement du gouvernement de Lord Russell en 1866 sur la question de la réforme parlementaire, il est considéré comme un possible premier ministre de compromis dans un gouvernement de coalition anti-réforme whig- conservateur, mais de tels plans échouent.

## Jeunesse
Il est le troisième fils de William Vane, 1er duc de Cleveland (1766-1842), et de son épouse Catherine Margaret Powlett, fille de l'amiral Harry Powlett (6e duc de Bolton) (1720-1794). Ses frères aînés sont Henry Vane (2e duc de Cleveland) (1788–1864) et William Vane (3e duc de Cleveland) (1792–1864).

## Carrière
Il fait ses études à l'Oriel College, à Oxford. Il entre au service extérieur et occupe des postes à Paris et à Stockholm avant d'entrer à la Chambre des communes en 1841 en tant que député de South Durham, siège qu'il occupe jusqu'en 1859, lorsqu'il passe à Hastings, qu'il représente jusqu'à son accession au duché et son entrée à la Chambre des lords à la mort de son frère le 6 septembre 1864. Le 18 novembre 1864, il adopte par licence royale le nom et les armes de Powlett au lieu de son patronyme, conformément à la volonté de sa grand-mère maternelle la duchesse de Bolton (Katherine Lowther (décédée en 1809), fille de Robert Lowther, sœur de James Lowther (1er comte de Lonsdale), et épouse du 6e duc de Bolton). Il est fait chevalier de la jarretière en 1865. Pendant la crise qui conduit à l'effondrement en 1866 du deuxième ministère de Lord Russell sur la question de la réforme parlementaire, il est considéré comme un possible premier ministre de compromis dans un gouvernement de coalition anti-réforme whig- conservateur, mais de tels plans n'aboutissent à rien.

## Mariage
À Chevening, le 2 août 1854, il épouse Lady Dalmeny (1819–1901), la fille de Philip Henry Stanhope (4e comte Stanhope) et la veuve d'Archibald Primrose (Lord Dalmeny), la mère d'Archibald Primrose (5e comte de Rosebery), Premier ministre du Royaume-Uni, qui a alors sept ans. Le mariage est sans descendance.

## Décès et succession
Il est décédé en août 1891, à l'âge de 88 ans, dans sa maison de ville de Londres, Cleveland House, 16 St James's Square, Westminster, Londres. la liste des héritiers de ses pairies est devenue floue. En 1891, le Comité des privilèges de la Chambre des lords déclare le titre de duc de Cleveland éteint mais déclare Henry de Vere Vane (9e baron Barnard) héritier légitime du titre de baron Barnard, du Château de Raby et de Barnard Castle, ce dernier ayant été acheté en 1626 par la famille Vane.